# Henry L. Whitfield

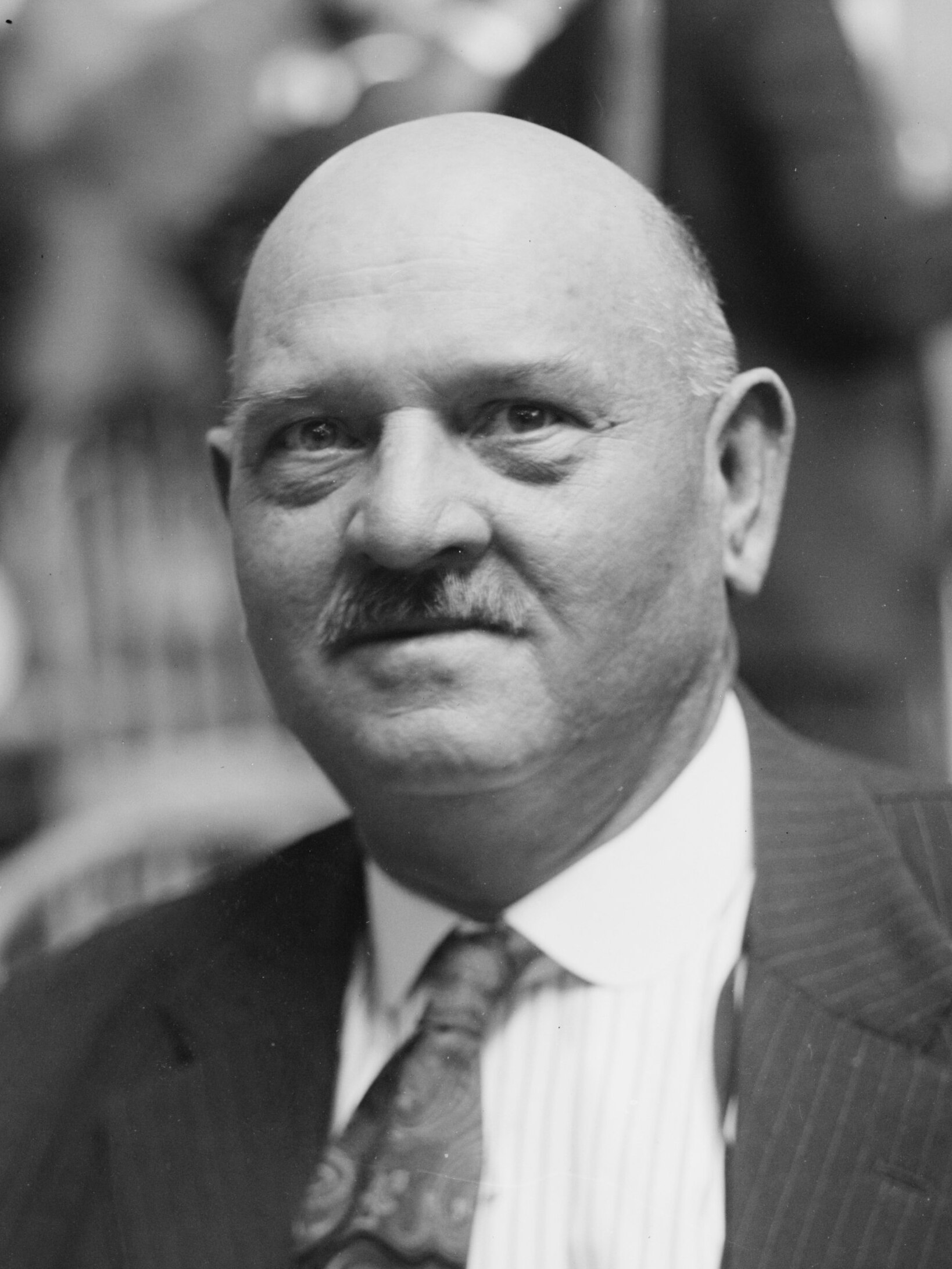
Henry L. Whitfield (1900)

Henry Lewis Whitfield (* 20. Juni 1868 im Rankin County, Mississippi; † 18. März 1927 in Jackson, Mississippi) war ein US-amerikanischer Politiker und von 1924 bis 1927 Gouverneur des Bundesstaates Mississippi.

## Frühe Jahre und politischer Aufstieg
Henry Whitfield besuchte bis 1895 das Mississippi College, wo er als Lehrer ausgebildet wurde. Danach studierte er am Millsap College Jura. Er hat aber nicht als Jurist gearbeitet. Stattdessen begann er eine erfolgreiche Laufbahn im Schulbereich. Nachdem er einige Zeit als Lehrer tätig gewesen war, wurde er bereits im Jahr 1898 von Gouverneur Anselm McLaurin zum Schulbeauftragten des Staates Mississippi ernannt. Dieses Amt übte Henry Whitfield bis 1907 aus. Von 1907 bis 1920 war er Präsident des Mississippi State College for Women. Danach war er bis 1923 Leiter einer landwirtschaftlichen Schule. Whitfield wurde Mitglied der Demokratischen Partei. Im Jahr 1923 konnte er sich in den Gouverneursvorwahlen knapp gegen den früheren Amtsinhaber Theodore Gilmore Bilbo durchsetzen, worauf er am 6. November dieses Jahres zum neuen Gouverneur seines Staates gewählt wurde. Bei dieser Wahl durften im Staat Mississippi erstmals die Frauen mitwählen.

## Gouverneur von Mississippi
Henry Whitfield trat sein neues Amt am 22. Januar 1924 an. In seiner Amtszeit wurde die Mineralölsteuer erhöht. Mit dem Erlös aus dieser Steuer wurde das Straßennetz unterhalten und ausgebaut. Der Gouverneur förderte sowohl die Industrie als auch die Landwirtschaft seines Staates. Außerdem wurden entlang der Küste die Deichanlagen verbessert und ausgebaut. Im Bildungsbereich wurde mit der Commission of Education eine Art Schulministerium geschaffen. Unter Gouverneur Whitfield wurde die Staatsverschuldung weitgehend abgetragen. Im Winter 1926 erkrankte der Gouverneur, aber er führte die Amtsgeschäfte vom Krankenbett aus weiter. Alle Behandlungsmethoden blieben erfolglos und Gouverneur Whitfield starb im März 1927. Sein Vizegouverneur Dennis Murphree beendete seine Amtszeit. Henry Whitfield war mit Mary Damper White verheiratet, mit der er vier Kinder hatte.